# François Gautier
Pour les articles homonymes, voir François Gautier (homonymie) et Gautier.
François Gautier est un écrivain, journaliste et photographe français, spécialiste de l'Inde, où il vit depuis 1969.

## Activités professionnelles
il fut le correspondant en Inde et en Asie du sud du Journal de Genève pendant quinze ans, puis du Figaro durant dix ans.
Résidant en Inde depuis 35 ans et marié à une Indienne, il est aujourd'hui le rédacteur en chef de La Nouvelle Revue de l'Inde, publiée par les éditions L'Harmattan, directeur de collection sur l'Inde chez le même éditeur et correspondant en Asie du Sud pour le magazine Valeurs Actuelles.

## Fondation du Musée de l'histoire de l'Inde
En 2012, il fonda le Chhatrapati Shivaji Maharaj Museum of Indian History (en), où le dalaï-lama inaugura un pavillon tibétain l'année suivante,. Lors de la visite du 14e dalaï-lama, Gautier et son épouse  organisèrent une exposition sur l'origine du bouddhisme en Inde et sa diffusion au Tibet avec l'aide du Musée du Tibet à Dharamsala. Le but de l'exposition était d'informer les populations locales sur la culture tibétaine.

## Rencontres
Il affirme que Mirra Alfassa et le 14e dalaï-lama, qu'il a interviewé au moins dix fois, sont les personnalités qui l'ont le plus marqué en Inde,.

## Publications
en français
- Un autre regard sur l'Inde, éditions du Tricorne, 1999 (livre pour lequel il fut invité à Bouillon de culture en mai 2000)
- Swami, PDG et moine hindou, éditions J.-P. Delville, 2003 (sur Christian Fabre)
- Femmes en Inde, Albin Michel, 2004,  (ISBN 2-226-14226-6)
- La caravane intérieure, Paris, les Belles Lettres, 2005
- Les Français en Inde, Paris, France Loisirs, 2008
- Le gourou de la joie. Sri Sri Ravi Shankar et l'art de vivre, Ada éditions, 2010,  (ISBN 2896670114)
- Quand l’Inde s’éveille, la France est endormie, éditions du Rocher, 2012
- Apprendre à souffler : les secrets de respiration du yoga, Marabout, 2016,  (ISBN 2501104722 et 9782501104722)
- Une Nouvelle Histoire de l’Inde, éditions de l’Archipel, 2017
- Les mots du dernier Dalaï-Lama, Flammarion, 2018,  (ISBN 2081446308 et 9782081446304)
- Une Encyclopédie de l’Ayurvéda, Flammarion, 2021
- Amrita Anandmayi, Quand Dieu est une femme, éditions du Châtelet  2021
- Femmes de Pouvoir, Indira Gandhi, Perrin, 2022.
- Indira Gandhi, mère de l’Inde, Perrin, 2024

En anglais
- Rewriting Indian History, Vikas, 1996, 177 p.  (ISBN 0706999762)
- Arise O India, Har anand, 2000.
- A Western journalist on India, Har Anand, 2001.
- A Guru of Joy, India Today Book Club, 2002.